# تپه خرابه‌های گنجینه
تپه خرابه‌های گنجینه مربوط به دوران‌های تاریخی پس از اسلام است و در شهرستان بروجرد، بخش مرکزی، روستای گنجینه واقع شده و این اثر در تاریخ ۲۳ شهریور ۱۳۸۲ با شمارهٔ ثبت ۱۰۰۰۴ به‌عنوان یکی از آثار ملی ایران به ثبت رسیده است.